# Album al numero uno in Finlandia (2010)
Questa è la lista degli album al numero uno in Finlandia nel 2010 secondo la Suomen virallinen lista.

## Top ten vendite
|    | Album                   | Artista                  | Vendite | Nota  |
| -- | ----------------------- | ------------------------ | ------- | ----- |
| 1  | Seili                   | Jenni Vartiainen         | 95,394  | [ 1 ] |
| 2  | Hirmuliskojen yö        | Hevisaurus               | 36,106  | [ 1 ] |
| 3  | Iholla                  | Lauri Tähkä & Elonkerjuu | 35,666  | [ 1 ] |
| 4  | Rakkaus päällemme sataa | Suvi Teräsniska          | 33,250  | [ 1 ] |
| 5  | Vapaa ja yksin          | Chisu                    | 30,309  | [ 1 ] |
| 6  | Sahara                  | Anna Puu                 | 29,681  | [ 1 ] |
| 7  | Iron Man 2              | AC/DC                    | 25,022  | [ 2 ] |
| 8  | Pimeä onni              | Jippu & Samuli Edelmann  | 24,207  | [ 1 ] |
| 9  | Strike!                 | The Baseballs            | 23,047  | [ 2 ] |
| 10 | The Final Frontier      | Iron Maiden              | 22,510  | [ 2 ] |

## Classifica
| Settimana    | Album                           | Artista               | Nota   |
| ------------ | ------------------------------- | --------------------- | ------ |
| Settimana 1  | Strike!                         | The Baseballs         | [ 3 ]  |
| Settimana 2  | Strike!                         | The Baseballs         | [ 4 ]  |
| Settimana 3  | Strike!                         | The Baseballs         | [ 5 ]  |
| Settimana 4  | Pojat ei tanssi                 | Herra Ylppö & Ihmiset | [ 6 ]  |
| Settimana 5  | Suurenmoinen kokoelma 1999-2009 | Juha Tapio            | [ 7 ]  |
| Settimana 6  | Suurenmoinen kokoelma 1999-2009 | Juha Tapio            | [ 8 ]  |
| Settimana 7  | Viimeinen Atlantis              | Stam1na               | [ 9 ]  |
| Settimana 8  | Viimeinen Atlantis              | Stam1na               | [ 10 ] |
| Settimana 9  | The Fame Monster                | Lady Gaga             | [ 11 ] |
| Settimana 10 | Singlet 2004-2009               | Apulanta              | [ 12 ] |
| Settimana 11 | Strike!                         | The Baseballs         | [ 13 ] |
| Settimana 12 | Twilight Theater                | Poets of the Fall     | [ 14 ] |
| Settimana 13 | Sydänjuuret                     | Mokoma                | [ 15 ] |
| Settimana 14 | Polkabilly Rebels               | J. Karjalainen        | [ 16 ] |
| Settimana 15 | Hyvästi, Dolores Haze           | Johanna Kurkela       | [ 17 ] |
| Settimana 16 | Seili                           | Jenni Vartiainen      | [ 18 ] |
| Settimana 17 | Kunnes joet muuttaa suuntaa     | Maija Vilkkumaa       | [ 19 ] |
| Settimana 18 | Kunnes joet muuttaa suuntaa     | Maija Vilkkumaa       | [ 20 ] |
| Settimana 19 | Vieras paratiisissa             | Kari Tapio            | [ 21 ] |
| Settimana 20 | Kunnes joet muuttaa suuntaa     | Maija Vilkkumaa       | [ 22 ] |
| Settimana 21 | Musta                           | Pate Mustajärvi       | [ 23 ] |
| Settimana 22 | Sahara                          | Anna Puu              | [ 24 ] |
| Settimana 23 | Sahara                          | Anna Puu              | [ 25 ] |
| Settimana 24 | Sahara                          | Anna Puu              | [ 26 ] |
| Settimana 25 | Sahara                          | Anna Puu              | [ 27 ] |
| Settimana 26 | Sahara                          | Anna Puu              | [ 28 ] |
| Settimana 27 | En plats i solen (Kent)         | Kent                  | [ 29 ] |
| Settimana 28 | Sahara                          | Anna Puu              | [ 30 ] |
| Settimana 29 | Sahara                          | Anna Puu              | [ 31 ] |
| Settimana 30 | Sahara                          | Anna Puu              | [ 32 ] |
| Settimana 31 | Nightmare                       | Avenged Sevenfold     | [ 33 ] |
| Settimana 32 | Vapaa ja yksin                  | Chisu                 | [ 34 ] |
| Settimana 33 | The Final Frontier              | Iron Maiden           | [ 35 ] |
| Settimana 34 | The Final Frontier              | Iron Maiden           | [ 36 ] |
| Settimana 35 | The Final Frontier              | Iron Maiden           | [ 37 ] |
| Settimana 36 | Maapallo                        | Raappana              | [ 38 ] |
| Settimana 37 | Maailma on kaunis               | Olli Lindholm         | [ 39 ] |
| Settimana 38 | Beyond Hell/Above Heaven        | Volbeat               | [ 40 ] |
| Settimana 39 | Jare Henrik Tiihonen 2          | Cheek                 | [ 41 ] |
| Settimana 40 | Iäti                            | CMX                   | [ 42 ] |
| Settimana 41 | Seili                           | Jenni Vartiainen      | [ 43 ] |
| Settimana 42 | Puolimieli                      | Happoradio            | [ 44 ] |
| Settimana 43 | Seili                           | Jenni Vartiainen      | [ 45 ] |
| Settimana 44 | Seili                           | Jenni Vartiainen      | [ 46 ] |
| Settimana 45 | Seili                           | Jenni Vartiainen      | [ 47 ] |
| Settimana 46 | Seili                           | Jenni Vartiainen      | [ 48 ] |
| Settimana 47 | Seili                           | Jenni Vartiainen      | [ 49 ] |
| Settimana 48 | Seili                           | Jenni Vartiainen      | [ 50 ] |
| Settimana 49 | Seili                           | Jenni Vartiainen      | [ 51 ] |
| Settimana 50 | Seili                           | Jenni Vartiainen      | [ 52 ] |
| Settimana 51 | Seili                           | Jenni Vartiainen      | [ 53 ] |
| Settimana 52 | Seili                           | Jenni Vartiainen      | [ 54 ] |